# П'ятра (Стоєнешть, Арджеш)
П'ятра (рум. Piatra) — село у повіті Арджеш в Румунії. Входить до складу комуни Стоєнешть.
Село розташоване на відстані 119 км на північний захід від Бухареста, 51 км на північний схід від Пітешть, 149 км на північний схід від Крайови, 55 км на південний захід від Брашова.

## Населення
За даними перепису населення 2002 року у селі проживали 538 осіб, усі — румуни. Усі жителі села рідною мовою назвали румунську.